# John Epperson
John Epperson (ur. 24 kwietnia 1955 r. w Hazlehurst), znany także jako Lypsinka – drag queen, aktor, pianista, wokalista i pisarz amerykańskiego pochodzenia.
Urodził się w Hazlehurst w stanie Missisipi. Od najmłodszych lat pobierał lekcje gry na pianinie. Po ukończeniu szkoły średniej, rozpoczął naukę w Belhaven College w Jackson. W 1978 roku przeniósł się do Nowego Jorku, gdzie wkrótce został pianistą w American Ballet Theatre. Ponadto jako drag queen zaczął występować w popularnych lokalach nocnych, takich jak Club 57 czy Pyramid Club. W 1991 r. porzucił pracę w American Ballet Theatre na rzecz koncertowania jako draq queen; przybrał pseudonim Lypsinka.
W roku 2003 za show Lypsinka! The Boxed Set Epperson zdobył Los Angeles Drama Critics' Circle Award, LA Weekly Theater Award oraz nagrodę im. Helen Hayes.
Wystąpił w drugoplanowej roli w komedii Kolejny gejowski film (Another Gay Movie, 2006).